# Akt1
Pour les articles homonymes, voir Akt.
Akt1, plus connue sous le terme « Akt » ou « protéine-kinase B » (PKB) est une protéine essentielle pour la signalisation cellulaire des mammifères.

## La famille AKT: AKT1, AKT2, AKT3
Chez l'être humain, il existe trois gènes de la famille Akt : Akt1, Akt2, et Akt3. Ces enzymes appartiennent à la famille des protéines-kinases.
Akt1 est impliquée dans la voie de signalisation de la survie cellulaire, en inhibant l'apoptose. Akt1 est également capable d'induire la biosynthèse des protéines, et est de ce fait un élément clef dans les phénomènes cellulaires conduisant à l'hypertrophie des muscles squelettiques et la croissance des tissus en général. À partir du moment où Akt peut bloquer l'apoptose et par là favoriser la survie cellulaire, Akt1 est considéré comme un facteur essentiel à l'apparition de nombreux types de cancer. Akt (également appelé Akt1) a été initialement identifiée comme étant l'oncogène du rétrovirus transformant par le Dr Philip Tsichlis au Fox Chase Cancer Center dans les années 1990.
Akt2 est un facteur impliqué dans la signalisation cellulaire de l'insuline. Il est nécessaire au transport du glucose.
Ces rôles différents de Akt1 et Akt2 ont été démontrés en étudiant des souris invalidées pour chacun des deux gènes. Chez la souris invalidée pour Akt1 mais pas Akt2, le métabolisme du glucose n'est pas modifié, mais les animaux sont de petite taille, démontrant le rôle de Akt1 dans la croissance tissulaire. Au contraire, les souris invalidées pour Akt2 ne montrent que des anomalies mineures de la croissance mais développent un diabète lié à une résistance à l'insuline, démontrant là aussi le rôle plus spécifique d'Akt2 au niveau de la voie de signalisation de l'insuline.
Le rôle d'Akt3 est moins clair, il est majoritairement exprimé dans le cerveau. En effet, les souris invalidées pour Akt3 ont des cerveaux de plus petite taille.
Le nom « Akt » ne se réfère pas à sa fonction. Le « Ak » était semble-t-il une classification temporaire pour une lignée de souris qui développait spontanément des lymphomes thymiques. Le « t » vient de transforming, la lettre fut ajoutée lorsqu'un rétrovirus mutant fut isolé à partir de la lignée Ak, qui fut nommé « Akt-8 ». Lorsque l'oncogène codé dans ce virus fut découvert, il fut appelé v-Akt. Ainsi, les analogues humains identifiés plus tard utilisèrent des noms analogues.

## Régulation: activation et inactivation d'Akt

### Liaison aux phospholipides de la membrane
C'est par son domaine PH (domaine protéique de liaison aux phosphatidylinositols) qu'Akt1 se lie à la membrane plasmique de la cellule, par l'entremise d'un phosphatidylinositol-3,4-bisphosphate ou phosphatidylinositol-3,4,5-trisphosphate (lui-même précédemment phosphorylé par la kinase PI3 (phosphoinositide 3-kinase) dans le cadre de la transduction d'un signal cellulaire).

### PHLPP
Les phosphatases de type PHLPP (« PH domain and Leucine rich repeat Protein Phosphatase ») déphosphorylent les Akt et les inactivent.
 (avril 2024).